# Moederpas

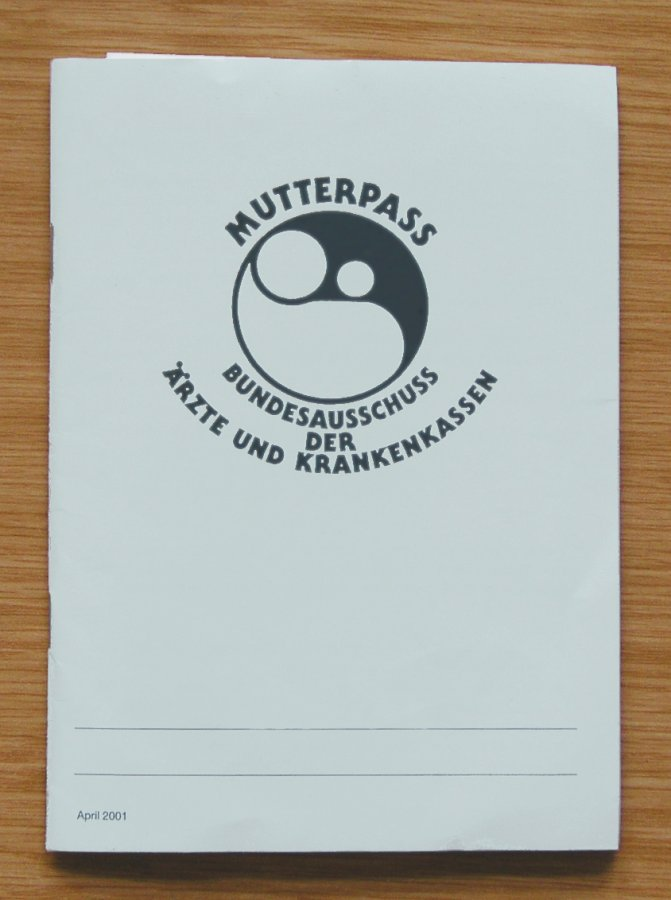
Moederpas

Een moederpas is een (papieren) pas die in Duitsland in samenwerking met de overheid wordt uitgegeven om een landelijke registratie  van zwangerschappen te verkrijgen. Daarnaast krijgt men inzicht wat mis kan gaan tijdens en vlak na de zwangerschap en de oorzaak daarvan.